# Alfredo Alcaín
Alfredo Alcaín (* 1936 in Madrid) ist ein spanischer Maler.

## Leben
Seine künstlerischen Studien begann er an der „Escuela de Bellas Artes de San Fernando“ in Madrid in den Jahren 1953 bis 1958, darüber hinaus belegte er Kurse in Gravur und Lithografie an der Staatlichen Schule für Grafik und Dekoration in Madrid zwischen 1961 und 1964. Im Jahr 2003 erhielt er den Nationalpreis der Bildenden Künste.

## Werke
Der Stil seiner Arbeit ist sehr nahe zur Pop-Art, die Alcaín durch Umwandlung neu kreiert. Er verwendet eine Vielzahl von Medien und Techniken, von Plakaten, Collagen bis hin zu Stickereien.
Seine Arbeiten sind in Sammlungen und Museen auf der ganzen Welt zu sehen, wie z. B. im Museo de Arte Contemporáneo de Sevilla, Museo del Grabado de Buenos Aires, Museo Municipal de Madrid, Museo de Bellas Artes, Bilbao, Museo Nacional Centro de Arte Reina Sofía (MNCARS), Madrid, Museo Centro de Arte Faro de Cabo Mayor, Santander, Museum Zapadores Ciudad del Arte, Madrid und andere.